# Hitachi
Hitachi, Ltd (株式会社日立製作所 (Chu thức hội xã Nhật Lập Chế Tác Sở) Kabushiki-gaisha Hitachi Seisakusho) (TYO: 6501 ,NYSE: HIT) là một công ty đa quốc gia của Nhật Bản đặt trụ sở tại Chiyoda, Tokyo, Nhật Bản. Hitachi, Ltd là công ty mẹ của Hitachi Group (Hitachi Gurūpu).
Trong năm 2007, Hitachi được tạp chí Forbes bình chọn ở vị trí thứ 371 trong số các công ty (tập đoàn) lớn nhất thế giới.

## Lịch sử
Hitachi được thành lập năm 1910, khi đó nó mới chỉ là một cửa hàng sửa chữa đồ điện. Ngày nay, Hitachi đã trở thành một trong những nhà sản xuất đi đầu trong công nghệ mới.

### Quá trình phát triển Hitachi
Hitachi ban đầu là một cửa hàng sửa chữa đồ điện tử cho một công ty khai thác mỏ đồng tại thành phố Hitachi
Sản phầm đầu tiên của Hitachi là động cơ điện
Hitachi, Ltd. được thành lập từ năm 1910
Hitachi mất 84 năm để thành lập 4 trụ sở khu vực
Ý nghĩa cốt lõi của tuyên bố doanh nghiệp "Truyền cảm hứng cho thế hệ mai sau" là thổi sức sống mới cho thế hệ mai sau
Hitachi chịu trách nhiệm tạo ra khoảng 50% nguồn cung cấp điện năng của Singapore
Phần lớn các loại điện thoại di động tại châu Âu có một linh kiện của Hitachi
Hitachi phát triển Máy rút tiền tự động (ATM) cho phép in và xuất hóa đơn vào năm 1994
Hitachi phát triển chuẩn DVD–RAM 4.7 GB đầu tiên trên thế giới tương thích với Máy ghi hình DVD vào năm 2000
Trong tiếng Nhật, "Hi" có nghĩa là "Mặt trời" còn "tachi" có nghĩa là "Mọc", đó là lý do vì sao HITACHI được biết đến với tên gọi "Mặt trời mọc" nghĩa là "ri li" trong tiếng Trung/tiếng Nhật

### Hitachi Works
Hitachi Works là thành viên lâu đời nhất của Hitachi Group và nó có ba nhà máy là: Kaigan, Yamatte và Rinkai Works. Yamatte Works, nhà máy lâu đời nhất trong ba nhà máy, được thành lập năm 1910 bởi Namihei Odaira thành một cửa hàng sửa chữa điện tử và một xưởng sản xuất. Xưởng sản xuất này sau đó được đổi tên thành Hitachi và nó được coi là tiền thân của Hitachi, Ltd ngày nay.